# Der Weg der Frau
Der Weg der Frau war eine feministische und kommunistische Frauenzeitschrift in der Weimarer Republik. Sie erschien ab Juli 1931 bis zur nationalsozialistischen Machtergreifung 1933 in Berlin im Verlagskonzern von Willi Münzenberg, dem Leiter der Agitationsabteilung der KPD. Chefredakteurin war Marianne Gundermann.
Inhalt der Zeitschrift waren die Themen Wissenschaft, Medizin, Politik, Wirtschaft, aber auch Themen bürgerlicher Frauenmagazine wie Kleidung, (proletarische) Haushaltsführung und Kinder. Die Zeitschrift war auch preisgünstiger als ihre bürgerliche Konkurrenz.
Trotz ihrer Gründung mitten in einer Zeit stark ansteigender Arbeitslosigkeit (siehe Weltwirtschaftskrise #Arbeitsmarktsituation) erzielte die Zeitschrift schnell eine verkaufte Auflage von über 100.000 Exemplaren. Sie gehört damit zu den bedeutendsten Frauenzeitschriften der Weimarer Republik.
Ende der 1920er Jahre übertrug Münzenberg die Anzeigen-Generalvertretung für das Magazin an John Jahr senior, den späteren Mitbegründer des Zeitschriftenkonzerns Gruner + Jahr.
Die Zeitschrift initiierte die am 9. Oktober 1931 eröffnete, Aufsehen erregende internationale Ausstellung „Frauen in Not“ gegen den deutschen Abtreibungsparagraphen 218 (in Berlin gezeigt im „Haus der Juryfreien“), für die zahlreiche politisch engagierte Künstler thematisch passende Werke zur Verfügung stellten, darunter Käthe Kollwitz, Hannah Höch, Alice Lex-Nerlinger, Katharina Heise, Pablo Picasso, Ernst Barlach, Otto Dix und Marc Chagall.
Von März 1932 bis Februar 1933 wurde das Magazin in der Berliner Druckerei Carl Sabo hergestellt, die bereits seit 1927 bis zum Verbot 1933 auch Münzenbergs Arbeiter Illustrierte Zeitung (AIZ) und andere kommunistische Publikationen gedruckt hatte, deren Inhaber aber kein Kommunist war.
Zu den Autoren des Magazins gehörten unter anderem Gertrud Ring, Hedda Zinner und Käte Duncker.